# P. K. W. Vinsome
 Paul Kazmi William Vinsome, meist P. K. W. Vinsome zitiert, ist ein britischer Physiker.
Vinsome wurde 1971 an der University of Newcastle upon Tyne promoviert (The valence charge density and dielectric function in covalent semiconductors). Danach war er bei der Erdölgesellschaft Shell, wo er 1976 eine iterative Methode zur Lösung großer linearer Gleichungssysteme entwickelte, Orthomin, als Weiterentwicklung des konjugierten Gradientenverfahrens für nichtsymmetrische Matrizen.
In den 1980er Jahren war er leitender Wissenschaftler (Chief Officer Research and Development) bei der Computer Modeling Group in Calgary.

## Schriften
- Orthomin, an iterative method for solving sparse sets of simultaneous linear equations, in: Proc. Fourth Symposium on Reservoir Simulation, Society of Petroleum Engineers of AIME, 1976, S. 149–159.